# Diga di Tabqa
La diga di Tabqa, detta anche diga di Ṭabaqah o dell'Eufrate, è una diga sull'Eufrate della Siria centro-settentrionale. Situata 50 km a monte della città di Ar-Raqqah, la sua costruzione ebbe inizio nel 1968. Consapevoli del fatto che l'area sarebbe stata inondata, gli archeologi iniziarono un'intensa campagna di studi nell'area attorno alla città di Ṭabaqah. La diga, costruita in terra, misura circa 60 m di altezza ed è lunga 4,5 km. Venne completata nel 1973, e da allora iniziò a riempirsi il bacino artificiale a monte, il lago Assad. Al suo massimo riempimento il lago misura circa 80 km di lunghezza e circa 8 di larghezza. La centrale idroelettrica adiacente venne terminata nel 1977. Grazie alla sua costruzione fu possibile portare l'elettricità anche nei più remoti villaggi dell'Al-Jazīrah (l'area a est dell'Eufrate). Alla diga è associata una serie di canali di irrigazione.